# Australian National Heritage List
La Liste du patrimoine national australienne est une liste des lieux réputés, qui ont une importance remarquable pour le patrimoine de l'Australie. La liste comprend des sites naturels, historiques et autochtones. Une fois sur la Liste du patrimoine national, les dispositions de la « Protection de l'environnement et conservation de la biodiversité », une loi de 1999, s'appliquent.
Pour figurer sur la liste, un endroit désigné est évalué par le Conseil australien du patrimoine selon neuf critères :
- importance dans le cours, ou un motif, d'histoire naturelle ou culturelle de l'Australie ;
- la possession d'aspects rares ou menacés de l'histoire naturelle ou culturelle de l'Australie ;
- possibilité de fournir des informations qui contribueront à une compréhension de l'histoire naturelle ou culturelle de l'Australie ;
- importance de démonstration des principales caractéristiques d'une classe de lieux naturels ou culturels de l'Australie ;
- importance de l'exposition de caractéristiques esthétiques valorisés par un groupe communautaire ou culturel ;
- importance de démontrer un haut degré d'accomplissement créatif ou technique à une période particulière ;
- lien étroit ou spécial avec une communauté particulière ou un groupe culturel pour des raisons sociales, culturelles ou spirituelles
- l'association spéciale avec la vie ou d'œuvres d'une personne, ou groupe de personnes, d'une importance dans l'histoire naturelle ou culturelle de l'Australie ;
- l'importance dans le cadre de la tradition indigène.